# Kmečko-demokratska koalicija
Kmečko-demokratska koalicija (KDK) je bila politična zveza Hrvaške kmečke stranke in Samostojne demokratske stranke (SDS). Ustanovljena je bila novembra 1927 s sporazumom dveh do tedaj ostrih političnih nasprotnikov, Stjepana Radića in Svetozara Pribićevića. Njen cilj je bil boj zoper režim srbskih radikalov, ki se mu je posrečilo, povezati se s srbskimi demokrati, SLS in JMO. KDK je bila pomembna zlasti za Hrvaško in Hrvate, ker so ti z njo pridobili na svojo stran hrvaške Srbe. Od slovenskih političnih sil so se ji pridružili slovenski liberalci (Gregor Žerjav, Albert Kramer), Pribićevićevi privrženci in Slovenska kmečka stranka. Glede preureditve države v federacijo so bila stališča HKS in SDS najprej nedorečena, v tridesetih letih pa je tudi vodstvo SDS začelo sprejemati zamisel o federalizaciji države. V Sloveniji KDK ni mogla ogroziti politične hegemonije SLS. Po atentatu na poslance HKS v Narodni skupščini (1928) je KDK še radikalizirala protivladno politiko. S šestojanuarsko diktaturo je bila sicer razpuščena, ilegalno pa je obstajala vse do konca Kraljevine Jugoslavije. Slovenski privrženci so se v času diktature oddaljili od KDK in zvečine vstopili v JNS. Novembra 1932 je KDK izdelala zagrebške punktacije. Na skupščinskih volitvah 1935 in 1938 je sodelovala na Mačkovi državni volilni listi. Bila je najpomembnejša politična sila v hrvaškem delu Jugoslavije do 1941.